# Simon Tibbling
Simon Hjalmar Friedel Tibbling (Grödinge, 7 settembre 1994) è un calciatore svedese, centrocampista del Fram Reykjavík.
Nel 2012 è stato inserito nella lista dei migliori calciatori nati dopo il 1991 stilata da Don Balón.

## Caratteristiche tecniche
Centrocampista centrale dotato di una buona tecnica individuale. Molto rapido e abile nel saltare l'uomo, grazie a questa caratteristica può essere schierato anche come ala su entrambe le fasce, abile nell'utilizzare entrambi i piedi riesce spesso a mandare in rete i compagni grazie alla capacità nell'effettuare passaggi sempre nei tempi giusti non disdegnando però anche nell'andare alla conclusione in particolare dalla distanza. Abile nei calci piazzati, è particolarmente capace nei calci di punizione.

## Carriera

### Club
Tibbling ha iniziato la propria carriera all'età di 5 anni nel club della sua città, il Grödinge SK, prima di trasferirsi per sei anni nelle giovanili del Brommapojkarna. Durante questi anni, ha attirato l'attenzione di molte delle squadre più importanti al mondo. Ha sostenuto, infatti, vari provini con Manchester United, Bayern Monaco e Ajax. Nell'estate del 2010, l'Ajax ha incontrato e negoziato il suo acquisto con il Brommapojkarna, ma Tibbling ha preferito restare in Svezia.
Nel 2011 si è trasferito al Djurgården, svolgendo un anno di giovanili ed entrando poi in prima squadra. Quattro giorni dopo il suo 18º compleanno, ha firmato un contratto che lo ha legato al club per 4 anni e mezzo. Nel frattempo ha conquistato rapidamente un posto da titolare.
Nel novembre 2014 è stato ufficializzato il suo passaggio agli olandesi del Groningen a partire dal successivo mese di gennaio. Stando alla stampa olandese, il trasferimento è costato circa 15 milioni di corone svedesi. con il giocatore che ha firmato un contratto da quattro anni e mezzo anche in questo caso.
Il 21 luglio 2017, Tibbling è stato acquistato dai danesi del Brøndby con un contratto di cinque anni. Una sua rete dell'ottobre 2017 contro il Silkeborg è stata nominata gol dell'anno 2017 dalla federazione danese.
Il 27 luglio 2020, Tibbling si è trasferito agli olandesi dell'Emmen: ha firmato un contratto biennale, con opzione per una terza stagione. Il successivo 15 settembre è tornato a calcare i campi dell'Eredivisie, venendo schierato titolare nella sconfitta per 3-5 subita in casa contro il VVV-Venlo.
In vista della stagione seguente, è tornato in Danimarca per vestire la casacca del Randers. Ha esordito in squadra il 18 luglio 2021, nella vittoria per 0-2 sul campo del Vejle.
Il 29 luglio 2022, i norvegesi del Sarpsborg 08 hanno annunciato d'aver trovato un accordo per il trasferimento di Tibbling, con il giocatore che ha firmato un contratto valido fino al 31 dicembre 2024 con la nuova squadra. L'accordo sarebbe stato ratificato il 1º agosto, alla riapertura del calciomercato locale. Ha scelto di vestire la maglia numero 11.
Il 20 marzo 2025 è stato ufficializzato il suo approdo agli islandesi del Fram Reykjavík.

### Nazionale
Tibbling è entrato nel giro dell'Under-21 nel 2012. Convocato per gli Europei 2015 di categoria, una sua rete all'89º minuto della sfida contro il Portogallo ha permesso agli svedesi di accedere alle semifinali a scapito dei pari età dell'Italia, in una partita etichettata da alcuni media italiani come "biscotto" essendo stato il pareggio utile sia ai portoghesi che agli scandinavi. Tibbling segnò un gol anche in semifinale (Danimarca-Svezia 1-4).

## Statistiche

### Presenze e reti nei club
Statistiche aggiornate al 20 marzo 2025.
| Stagione            | Club                | Campionato          | Campionato | Campionato | Coppe nazionali | Coppe nazionali | Coppe nazionali | Coppe continentali | Coppe continentali | Coppe continentali | Supercoppe | Supercoppe | Supercoppe | Totale | Totale |
| Stagione            | Club                | Comp                | Pres       | Reti       | Comp            | Pres            | Reti            | Comp               | Pres               | Reti               | Comp       | Pres       | Reti       | Pres   | Reti   |
| ------------------- | ------------------- | ------------------- | ---------- | ---------- | --------------- | --------------- | --------------- | ------------------ | ------------------ | ------------------ | ---------- | ---------- | ---------- | ------ | ------ |
| 2011                | Djurgården          | A                   | 0          | 0          | CS              | 0               | 0               | -                  | -                  | -                  | -          | -          | -          | 0      | 0      |
| 2012                | Djurgården          | A                   | 15         | 1          | CS              | 5               | 0               | -                  | -                  | -                  | -          | -          | -          | 20     | 1      |
| 2013                | Djurgården          | A                   | 28         | 1          | CS              | 3               | 0               | -                  | -                  | -                  | -          | -          | -          | 31     | 1      |
| 2014                | Djurgården          | A                   | 30         | 1          | CS              | 0               | 0               | -                  | -                  | -                  | -          | -          | -          | 30     | 1      |
| Totale Djurgården   | Totale Djurgården   | Totale Djurgården   | 73         | 3          |                 | 8               | 0               |                    | -                  | -                  |            | -          | -          | 81     | 3      |
| gen.-giu. 2015      | Groningen           | ED                  | 17         | 1          | CO              | 3               | 0               | -                  | -                  | -                  | -          | -          | -          | 20     | 1      |
| 2015-2016           | Groningen           | ED                  | 32         | 0          | CO              | 1               | 0               | UEL                | 6                  | 0                  | -          | -          | -          | 39     | 0      |
| 2016-2017           | Groningen           | ED                  | 26         | 1          | CO              | 2               | 0               | -                  | -                  | -                  | -          | -          | -          | 28     | 1      |
| Totale Groningen    | Totale Groningen    | Totale Groningen    | 75         | 2          |                 | 6               | 0               |                    | 6                  | 0                  |            | -          | -          | 87     | 2      |
| 2017-2018           | Brøndby             | SL                  | 30         | 3          | CD              | 5               | 0               | UEL                | 1                  | 0                  | -          | -          | -          | 36     | 3      |
| 2018-2019           | Brøndby             | SL                  | 36         | 5          | CD              | 5               | 0               | UEL                | 3                  | 0                  | -          | -          | -          | 44     | 5      |
| 2019-2020           | Brøndby             | SL                  | 24         | 1          | CD              | 0               | 0               | UEL                | 5                  | 1                  | -          | -          | -          | 29     | 2      |
| Totale Brøndby      | Totale Brøndby      | Totale Brøndby      | 90         | 9          |                 | 10              | 0               |                    | 9                  | 1                  |            | -          | -          | 109    | 10     |
| 2020-2021           | Emmen               | ED                  | 15         | 0          | CO              | 2               | 0               | -                  | -                  | -                  | -          | -          | -          | 17     | 0      |
| 2021-2022           | Randers             | SL                  | 26         | 0          | CD              | 4               | 0               | UEL+UECL           | 2+8                | 0                  | -          | -          | -          | 40     | 0      |
| lug. 2022           | Randers             | SL                  | 0          | 0          | CD              | 0               | 0               | -                  | -                  | -                  | -          | -          | -          | 0      | 0      |
| Totale Randers      | Totale Randers      | Totale Randers      | 26         | 0          |                 | 4               | 0               |                    | 10                 | 0                  |            | -          | -          | 40     | 0      |
| ago.-dic. 2022      | Sarpsborg 08        | ES                  | 14         | 2          | CN              | -               | -               | -                  | -                  | -                  | -          | -          | -          | 14     | 2      |
| 2023                | Sarpsborg 08        | ES                  | 26         | 0          | CN              | 4               | 2               | -                  | -                  | -                  | -          | -          | -          | 30     | 2      |
| 2024                | Sarpsborg 08        | ES                  | 5          | 0          | CN              | 1               | 0               | -                  | -                  | -                  | -          | -          | -          | 6      | 0      |
| Totale Sarpsborg 08 | Totale Sarpsborg 08 | Totale Sarpsborg 08 | 45         | 2          |                 | 5               | 2               |                    | -                  | -                  |            | -          | -          | 50     | 4      |
| 2025                | Fram Reykjavík      | UD                  | 0          | 0          | CI              | 0               | 0               | -                  | -                  | -                  | -          | -          | -          | 0      | 0      |
| Totale              | Totale              | Totale              | 324        | 16         |                 | 35              | 2               |                    | 25                 | 1                  |            | -          | -          | 384    | 19     |

## Palmarès

### Club

#### Competizioni nazionali
- Coppa dei Paesi Bassi: 1

Groningen: 2014-2015
- Coppa di Danimarca: 1

Brondby: 2017-2018

### Nazionale
- Campionato d'Europa Under-21: 1

2015